# Rhinolophus
Rhinolophus (Lacépède, 1799) è l'unico genere di pipistrello della famiglia dei Rinolofidi, comunemente noti come ferri di cavallo. 

## Descrizione

### Dimensioni
Al genere Rhinolophus appartengono pipistrelli di medio-piccole dimensioni con la lunghezza dell'avambraccio tra 30 e 81 mm e un peso fino a 28 g.

### Caratteristiche craniche e dentarie
Il cranio presenta un notevole rigonfiamento delle ossa nasali, la mancanza del processo post-orbitale e la cresta sagittale ben sviluppata. Le ossa pre-mascellari sono rappresentate solo dalla porzione palatale, sono cartilaginee e non sono unite a nessun altro osso. Gli incisivi superiori sono rudimentali, quelli inferiori sono più sviluppati ed hanno 3 cuspidi. I molari hanno la tipica disposizione a W delle cuspidi presente nei Microchirotteri.
Sono caratterizzati dalla seguente formula dentaria:

### Aspetto
Il secondo dito della mano ha soltanto un metacarpo ben sviluppato, mentre il terzo ha 2 falangi. La cintura scapolare è veramente anomala: la settima vertebra cervicale e la prima dorsale sono completamente fuse tra loro e saldate alle prime costole, che a loro volta sono unite al pre-sterno ed alla faccia ventrale delle seconde costole, tutto in maniera tale da formare un solido anello osseo. I piedi sono normali, l'alluce ha due falangi, mentre le altre dita ne hanno 3. La fibula è completa e filiforme, le ossa pelviche sono ridotte. Gli occhi sono piccoli. Le orecchie sono di dimensioni variabili, sono prive del trago ma hanno un antitrago rotondo e ben sviluppato. La coda è lunga ed inclusa nell'uropatagio, eccetto in alcune specie dove la punta sopravanza la membrana. Le ali sono larghe e con l'estremità arrotondata. Le femmine hanno un paio di mammelle fittizie addominali, oltre a quelle funzionali pettorali, che i piccoli utilizzano per aggrapparsi con i denti durante il volo. 

### La foglia nasale

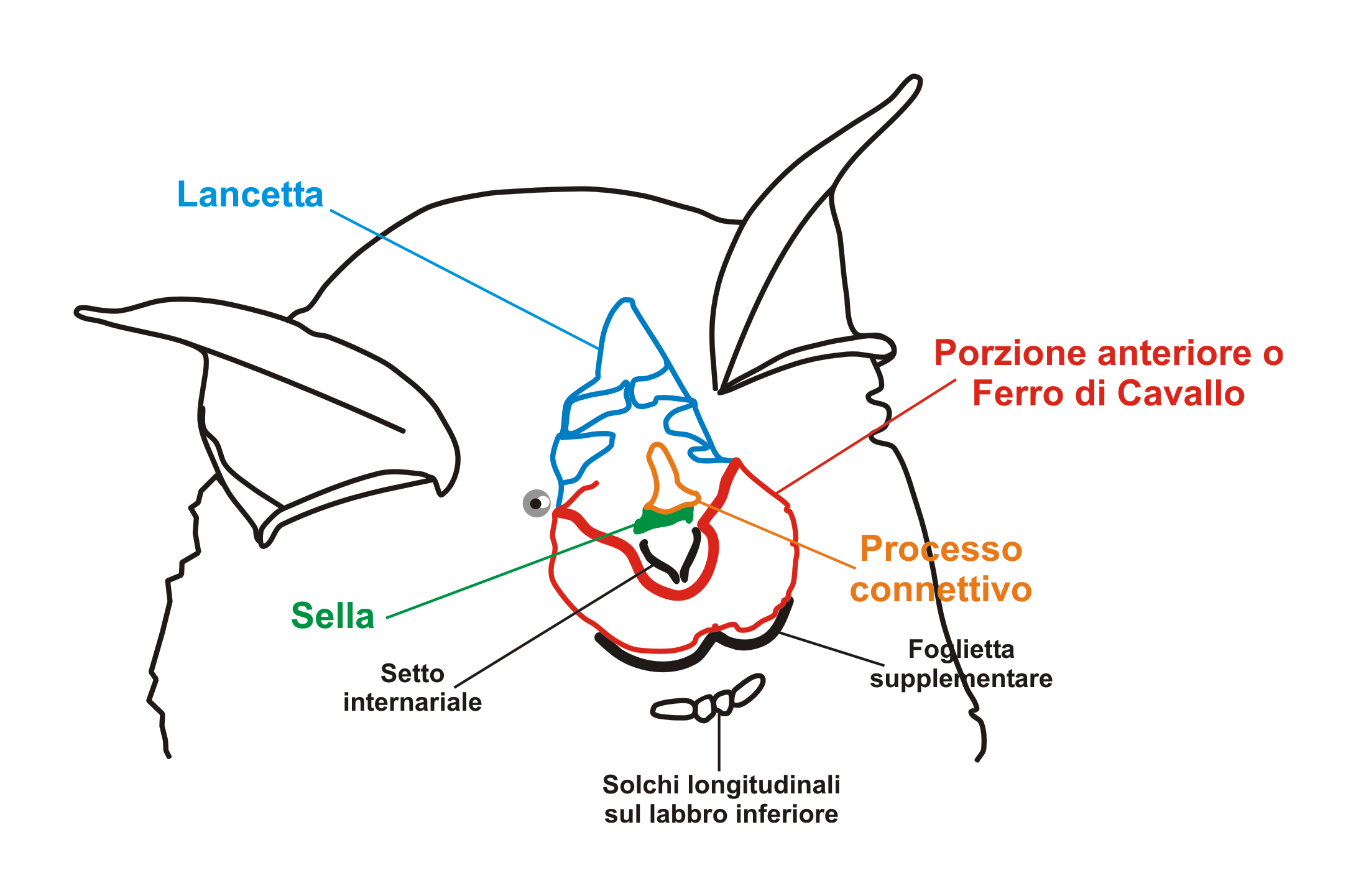
Struttura della foglia nasale utile per l'identificazione delle varie specie di Rinolofo

La principale caratteristica esterna è la complessa foglia nasale. Sono presenti 3 distinte parti: la porzione anteriore, a forma di ferro di cavallo, copre il labbro superiore, circonda le narici ed ha un incavo centrale in prossimità del bordo inferiore; la seconda sezione è detta sella ed è connessa alla base tramite delle pieghe e delle creste, è alquanto ispessita e compressa lateralmente. Può talvolta avere delle falde laterali addizionali. La terza parte è una struttura appuntita superiore, detta lancetta, attaccata soltanto alla sua base ed appiattita frontalmente. Inoltre sono presenti dei processi connettivi tra la sella e la lancetta e un setto tra le narici. Il campo visivo è ridotto dalla presenza della foglia nasale.

### Ecolocazione
L'ecolocazione è altamente evoluta, con segnali che esibiscono una componente a frequenza costante e di lunga durata con un abbassamento di frequenza alla fine dell'impulso. Solitamente gli ultrasuoni vengono emessi attraverso le narici ed orientati dalla foglia nasale. Ciò permette di poter volare con la bocca chiusa.

## Biologia

### Comportamento

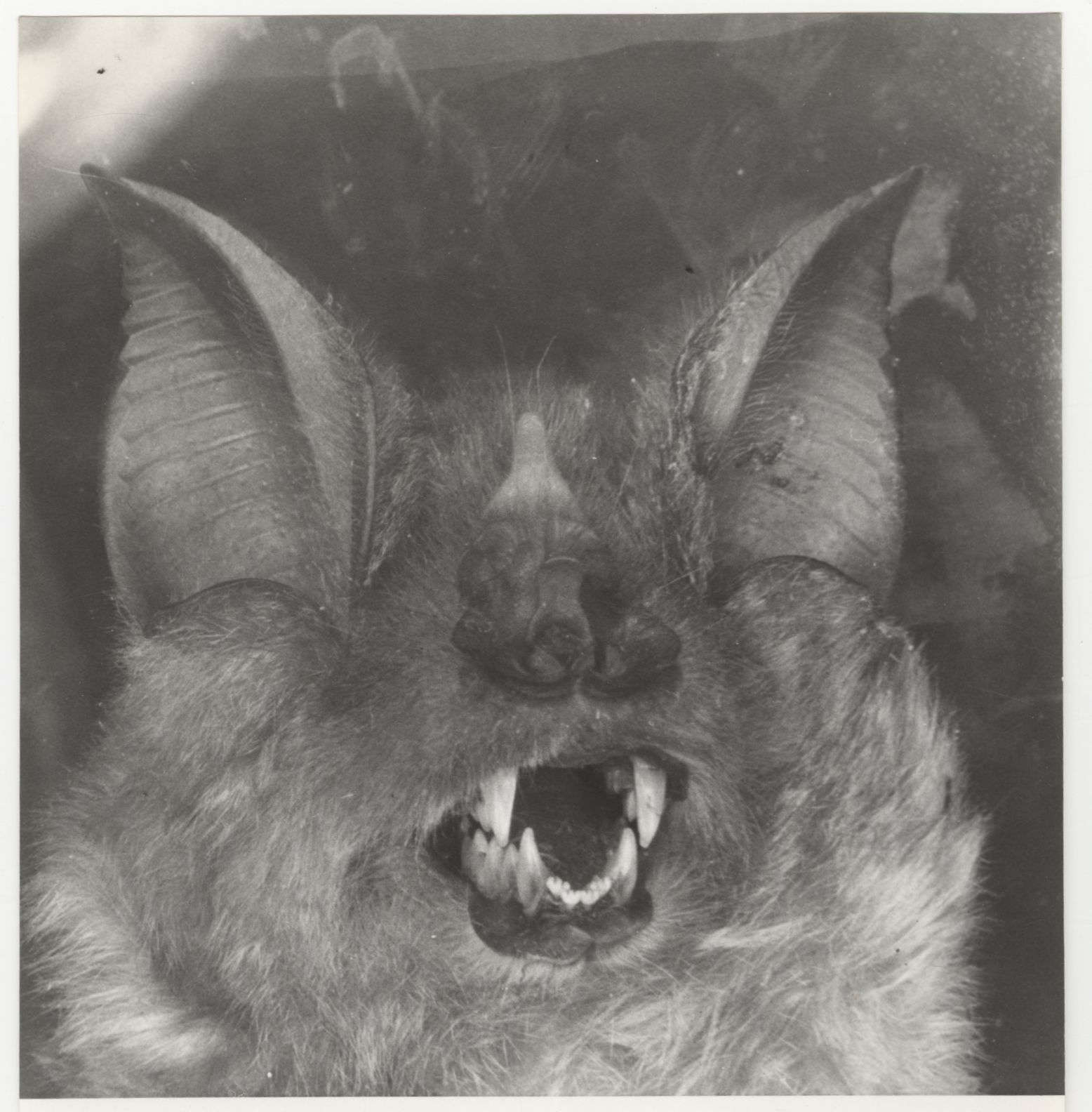
Esemplare immortalato nel 1957

Sebbene alcune specie siano solitarie, la maggior parte dei Rinolofidi sono gregari. Si rifugiano all'interno di grotte. Sono attivi di notte, dalle prime ore dopo il tramonto. Le ali corte e larghe permettono una efficiente manovrabilità a bassa velocità, caratteristica adatta per predare all'interno della folta vegetazione. Durante il riposo assumono una posizione unica tra i Microchirotteri: invece di piegare le ali lungo i fianchi, le avvolgono completamente intorno al corpo. È presente una condizione periodica di ibernazione, con la temperatura corporea che scende da 40 °C a soli 8 °C. Si suppone tuttavia che questa caratteristica sia indotta da fattori individuali, poiché sono stati osservati contemporaneamente esemplari in stato di intorpidimento insieme ad altri in condizioni normali.

### Alimentazione
Si nutrono di insetti, che catturano in volo oppure al suolo come i ragni. Cacciano solitariamente, molto vicino al terreno o nella densa vegetazione.

### Riproduzione
Le femmine hanno solitamente un parto all'anno. I piccoli diventano indipendenti dopo diverse settimane di vita e raggiungono la maturità sessuale dopo circa 2 anni. L'aspettativa di vita è di circa 30 anni.

## Distribuzione
Questa famiglia è diffusa in Europa, Asia fino al Giappone, Africa, eccetto le zone più interne del Sahara, ed Australia.

## Tassonomia

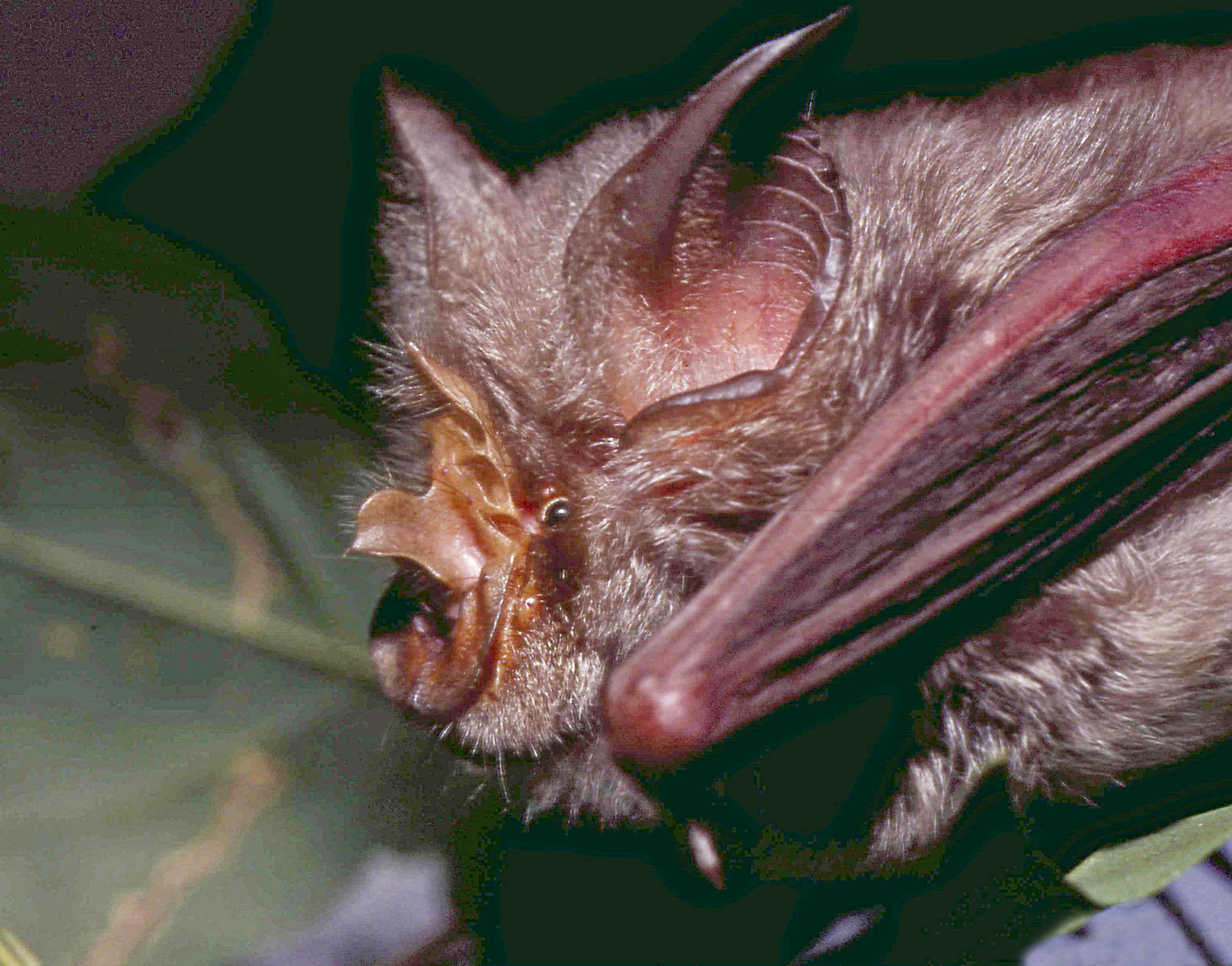
Rhinolophus fumigatus, provincia sudafricana del Limpopo

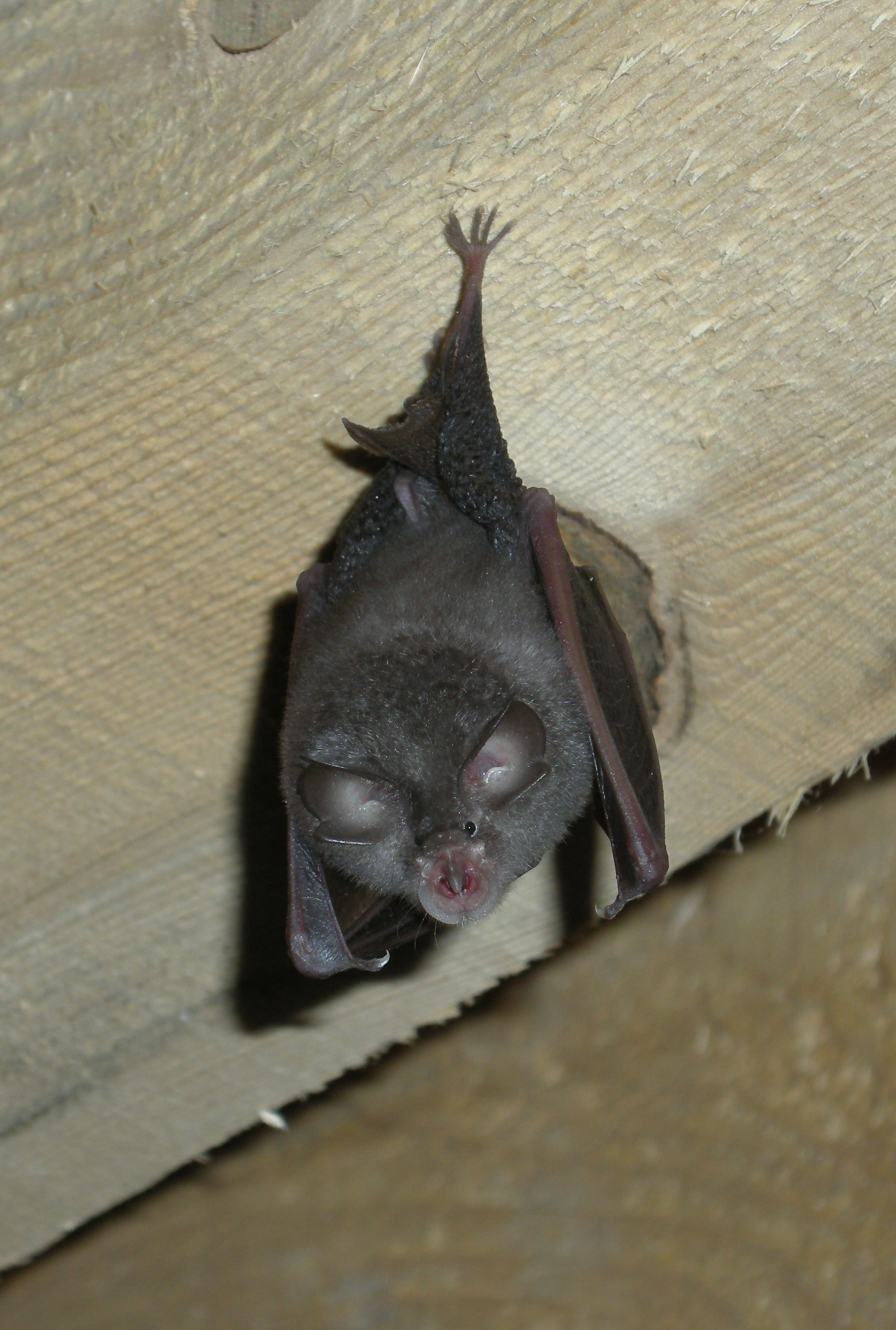
Esemplare sveglio appeso alla trave lignea di un soffitto

Poiché il genere è ampiamente diffuso, la suddivisione sistematica è molto complessa e si basa principalmente sulla forma della foglia nasale e su altre caratteristiche morfologiche. Tuttavia molte specie sono pressoché identiche e sono distinguibili soltanto da differenze craniche e talvolta genetiche.

Al momento sono state descritte 96 specie.
| - R.adami species group - Rhinolophus adami - Rhinolophus maendeleo - R.capensis species group - Rhinolophus capensis - Rhinolophus denti - Rhinolophus gorongosae - Rhinolophus rhodesiae - Rhinolophus simulator - Rhinolophus swinnyi - R.euryale species group - Rhinolophus euryale - Rhinolophus mehelyi - R.euryotis species group - Rhinolophus arcuatus - Rhinolophus canuti - Rhinolophus coelophyllus - Rhinolophus creaghi - Rhinolophus euryotis - Rhinolophus inops - Rhinolophus rufus - Rhinolophus shameli - Rhinolophus subrufus | - R.ferrumequinum species group - Rhinolophus bocharicus - Rhinolophus clivosus - Rhinolophus darlingi - Rhinolophus deckenii - Rhinolophus ferrumequinum - Rhinolophus hillorum - Rhinolophus horaceki - Rhinolophus sakejiensis - Rhinolophus silvestris - R.fumigatus species group - Rhinolophus eloquens - Rhinolophus fumigatus - Rhinolophus hildebrandti - Rhinolophus cohenae - Rhinolophus mabuensis - Rhinolophus mossambicus - Rhinolophus smithersi - R.hipposideros species group - Rhinolophus hipposideros - R.landeri species group - Rhinolophus alcyone - Rhinolophus blasii - Rhinolophus guineensis - Rhinolophus landeri - Rhinolophus lobatus - Rhinolophus webalai - Rhinolophus xinanzhongguoensis | - R.maclaudi species group - Rhinolophus hilli - Rhinolophus kahuzi - Rhinolophus maclaudi - Rhinolophus ruwenzorii - Rhinolophus willardi - Rhinolophus ziama - R.megaphyllus species group - Rhinolophus affinis - Rhinolophus borneensis - Rhinolophus celebensis - Rhinolophus keyensis - Rhinolophus malayanus - Rhinolophus megaphyllus - Rhinolophus nereis - Rhinolophus robinsoni - Rhinolophus stheno - Rhinolophus virgo - R.pearsonii species group - Rhinolophus chiewkweeae - Rhinolophus pearsonii - Rhinolophus thailandensis - Rhinolophus yunanensis | - R.philippinensis species group - Rhinolophus huananus - Rhinolophus macrotis - Rhinolophus marshalli - Rhinolophus montanus - Rhinolophus paradoxolophus - Rhinolophus philippinensis - Rhinolophus rex - Rhinolophus schnitzleri - Rhinolophus siamensis - R.pusillus species group - Rhinolophus acuminatus - Rhinolophus chutamasae - Rhinolophus cognatus - Rhinolophus convexus - Rhinolophus cornutus - Rhinolophus imaizumii - Rhinolophus lepidus - Rhinolophus monoceros - Rhinolophus osgoodi - Rhinolophus pusillus - Rhinolophus shortridgei - Rhinolophus subbadius | - R.rouxii species group - Rhinolophus rouxii - Rhinolophus sinicus - Rhinolophus thomasi - R.trifoliatus species group - Rhinolophus beddomei - Rhinolophus formosae - Rhinolophus francisi - Rhinolophus luctoides - Rhinolophus luctus - Rhinolophus mitratus - Rhinolophus sedulus - Rhinolophus trifoliatus - Rhinolophus yonghoiseni |

## Evoluzione
Il genere è presente in Europa dal medio Eocene, in Africa ed Australia dal Miocene e nel resto dell'areale solo in epoca recente.